# حزب الديمقراطيين الأحرار (السودان)
حزب الديمقراطيين الأحرار هو حزب سياسي ليبرالي في السودان. فاز الحزب بمقعد واحد في الانتخابات التشريعية، يناير 2000م، وفي الانتخابات الرئاسية في نفس الوقت، فاز مرشحها الدكتور الصموئيل حسين عثمان منصور بنسبة 1.0٪ من الأصوات.